# 제12회 아시안 필름 어워즈
제12회 아시안 필름 어워즈는 2018년 3월 17일에 열린 시상식이다.

## 수상 및 후보

### 최우수작품상
- 방화 - 펑 샤오강 수상
- 세 번째 살인 - 고레에다 히로카즈
- 그 후 - 홍상수
- 앤젤스 웨어 화이트 - 비비안 큐
- 뉴턴 - 아미트 마서카

### 최우수감독상
- 도쿄의 밤하늘은 항상 가장 짙은 블루 - 이시이 유야 수상
- 요묘전 - 천카이거
- 상애상친 - 실비아 창
- 그 후 - 홍상수
- 방화 - 펑 샤오강

### 남우주연상
- 파라독스 - 고천락 수상
- 1987 - 김윤석
- 마릴라: 이별의 꽃 - 수꼴라왓 카나로스
- 더 루밍 스톰 - 단혁굉
- 뉴턴 - 라지쿠마르 야다브

### 여우주연상
- 상애상친 - 실비아 창 수상
- 이름없는 새 - 아오이 유우
- 그 후 - 김민희
- 살인자 말리나의 4막극 - 마샤 티모시
- 희환니 - 주동우

### 신인상
- 배드 지니어스 - 추티몬 추엥차로엔수키잉 수상
- 앤젤스 웨어 화이트 - 저우 메이룬
- 공조 - 윤아
- 투모로우 이즈 어나더 데이 - 링만룽
- 아, 황야 - 키노시타 아카리
- 방화 - 종초희

### 남우조연상
- 아, 황야 - 양익준 수상
- 택시운전사 - 유해진
- 앤젤스 웨어 화이트 - 경락
- 상애상친 - 톈좡좡
- 그날은 오리라 - 펑위옌

### 여우조연상
- 요묘전 - 장우기 수상
- 박열 - 최희서
- 무한의 주인 - 스기사키 하나
- 상애상친 - 얀슈 우
- 세 번째 살인 - 히로세 스즈

### 최우수 각본상
- 뉴턴 - 마얀크 테와리 외 1명 수상
- 박열 - 황성구
- 배드 지니어스 - 타니다 한타위와타나 외 2명
- 상애상친 - 실비아 창 외 1명
- 방화 - 엄가령

### 최우수 촬영상
- 남한산성 - 김지용 수상
- 요묘전 - 조욱
- 살인자 말리나의 4막극 - 유누스 파솔랑
- 대불+ - 청몽홍
- 세 번째 살인 - 타키모토 미키야

### 최우수 제작디자인상
- 요묘전 - 투 난 수상
- 신과함께-죄와 벌 - 이목원
- 살인자 말리나의 4막극 - 프란스 파트
- 세 번째 살인 - 타네다 요헤이
- 희환니 - 벤 룩

### 최우수 작곡상
- 그날은 오리라 - 히사이시 조 수상
- 택시운전사 - 조영욱
- 앤젤스 웨어 화이트 - 쯔원
- 대불+ - 생샹린
- 아, 황야 - 이와시로 타로

### 최우수 음향상
- 대불+ - 두독지 외 1명 수상
- 수춘도 2: 수라전장 - 강 완
- 살인자 말리나의 4막극 - 키크마완 산토사
- 몬 몬 몬 몬스터 - 두독지 외 2명
- 남한산성 - 최태영

### 최우수 편집상
- 더 킹 - 신민경 수상
- 몬 몬 몬 몬스터 - 리 니엔 슈
- 그날은 오리라 - 메리 스티븐 외 1명
- 세 번째 살인 - 고레에다 히로카즈
- 방화 - 장 치

### 최우수 시각효과상
- 요묘전 - 이시이 노리오 수상
- 신과함께-죄와 벌 - 진종현
- 바후발리 2 : 더 컨클루전 - 안쿠르 사치데브
- 은혼 - 고바야시 신고
- 몬 몬 몬 몬스터 - 황 메이-칭 외 1명
- 기문둔갑 - 장성호 외 2명

### 최우수 의상상
- 요묘전 - 진동훈 수상
- 박열 - 심현섭
- 바후발리 2 : 더 컨클루전 - 라마 라자무리 외 1명
- 무한의 주인 - 유야 마에다
- 기문둔갑 - 진고방

### 최우수 신인감독상
- 더 루밍 스톰 - 둥웨 수상
- 앤젤스 웨어 화이트 - 비비안 큐
- 마릴라: 이별의 꽃 - 아누차 부냐와타나
- 대불+ - 신 야오 후앙
- 희환니 - 데렉 후이
- 아, 황야 - 키시 요시유키

### 공로상
- 실비아 창 수상

### 아시안 영화인상
- 혜영홍 수상

### 넥스트 제네레이션상
- 공조 - 윤아 수상

### 2017 Highest Grossing Asian Film
- 특수부대 전랑2 - 오경 수상